# 釈宗活
釈 宗活（しゃく そうかつ、1871年1月5日（明治3年11月15日） - 1954年（昭和29年）7月6日）は、明治・大正・昭和期の臨済宗の僧。出家前の俗名は入澤譲四郎。号は両忘庵、輟翁、石佛。
今北洪川が創始した、僧籍のない一般人に対する禅道指導の組織である両忘会を釈宗演の指示によって再興し、さらに渡米して道場を開いた。宗演の法嗣であったが、居士接得に専念して諸方の住職入山を固辞し、大寺院の住職にならない後半生を過ごして、多くの居士を生み出したことによって知られている。

## 生涯
祖父は越後国西野出身で江戸麹町（現・東京都千代田区）に開業していた蘭方医の入澤貞意。宗活も麹町に生まれる。11歳のときに母が死去。12歳のとき父・入澤海民も死去。10代の頃は鎌倉一刀彫の作家であった。
1889年、20歳のときに叔母の紹介で、東京市本郷区湯島の麟祥院において鎌倉円覚寺管長の今北洪川に参ずる。洪川の没後、1893年8月に釈宗演のもとで得度した。
1898年に印可を受け、国内の数寺で修行を継続したのち、同年よりビルマ、セイロン、インドを訪れる。2年間海外旅行を続け、1900年に帰国。日暮里駅の谷中墓地側の谷中初音町にあった湯屋の2階に居を設け、布教活動を開始した。1901年、東京両忘会を設立。
1906年に渡米。サンフランシスコのポスト街に北米両忘会道場を開き、提唱参禅会を実施、1909年までアメリカで禅を広めようとしたが、布教は困難を極めた。同年帰国し、谷中の借家で活動再開。以後、長野県、茨城県、山形県、福島県、福岡県等に活動を拡大する。1915年、両忘協会のために、会員であった田中大綱が、谷中天王寺町に居士専門の禅道場の建物を寄付した。1916年9月、円覚寺管長釈宗演指令特補円覚寺前住職紫衣を受ける。同時に一等教師任一等布教師となる。両忘協会は1925年7月、財団法人両忘協会として認可を受けた。1940年、両忘協会は宗教団体法施行に伴い、宗教団体両忘禅協会となる。1947年、宗活による協会解散宣言。
1954年、千葉県八日市場市（現・匝瑳市）にて遷化。83歳。

## 著書
- 『性海一滴』白鳩社、1901年
- 『悟道の枝折 兩忘道人講話』秋元洒汀、1905年
- 『死んで来い』東亜堂、1921年
- 『悟道の妙味』禪話叢書刊行會、1922年
- 『臨濟錄講話』光融館、1924年[注釈 6]
- 『釋宗活全集第1卷 臨濟錄講話』両忘禅協会、1965年
- 『釋宗活全集第2卷 臨川夜話』両忘禅協会、1980年

## 書画・彫刻作品目録
- 『六道遊戯集』兩忘協會、1944年